# Río Jasenica
El río Jasenica (cirílico serbio: Јасеница) es un río de Serbia Central. Tiene 79 kilómetros de largo y es  afluente por la izquierda del Gran Morava. Este río da el nombre a la región circundante.

## Descripción
El Jasenica nace por la unión de varios arroyos, en particular el Đurinci (cirílico: Ђуринци) procedente de la montaña Venčac, y el Srebrenica (cirílico: Сребреница) de las laderas septentrionales de la montaña Rudnik, en la Serbia central. Cerca de su nacimiento, el río atraviesa la frontera oriental de la región de Kačer. Discurre inicialmente hacia el sudeste, se curva alrededor del Rudnik, pasa por las aldeas de Donja Þatornja, Blaznava y llega a Stragari, el municipio más septentrional de la ciudad de Kragujevac. La zona es conocida como el centro geográfico de Serbia (cerca del pueblo de Čumić).
El Jasenica gira al norte, luego al noreste al sur de Topola y, después de cruzar las aldeas de Božurnja y 'abare, directamente al este. Cerca del pueblo de Natalinci recibe al Trnava (cirílico: Трнава) por su margen derecha y cambia de dirección una vez más, esta vez hacia el noreste. Después de la aldea de Mramorac, el Jasenica se divide en varios brazos paralelos, que continúan hasta su desembocadura.
Después de los pueblos de Pridvorica y Vodice (en diferentes brazos del río), el Jasenica llega a la ciudad de Smederevska Palanka, el asentamiento más poblado de su valle. Aquí es también donde recibe al Kubršnica, su principal afluente por la izquierda. El Jasenica entonces se curva suavemente hacia el este, discurriendo hacia el Gran Morava cerca del pueblo de Veliko Orašje (el brazo sur del río fluye a través del pueblo de Velika Plana).
La cuenca hidrográfica del Jasenica abarca 1388 kilómetros cuadrados (que forman parte de la del mar Negro). El río no es navegable. Su nombre significa «río del fresno» en serbio.

## Región
La región de Jasenica se extiende más allá del valle del río Jasenica, abarcando la región delimitada por la montaña Rudnik, Venčac y Kosmaj, y el valle del Velika Morava. Se divide en dos subregiones, el Jasenica inferior de Smederevska Palanka, y el Jasenica superior de Kragujevac. Cubre los valles de los ríos Jasenica, Kubrska, Veliki Lug, Brestovica, Milatovica y otros. El propio río Jablanica delimita la frontera este de la región en su mayor parte, separándola de la región de Lepenica. La región está densamente poblada y cuenta con varias ciudades (Smederevska Palanka, Velika Plana, Aranđelovac, Mladenovac y Topola.)